# Bernard Pullman
Bernard Pullman (* 19. März 1919 in Włocławek, Polen; † 9. Juni 1996) war ein französischer theoretischer Chemiker (Quantenchemie).

## Leben
Pullman studierte an der Sorbonne, unterbrochen vom Zweiten Weltkrieg, in dem er französischer Offizier in Nordafrika und dem Nahen Osten war. 1946 erhielt er sein Lizenziat und 1948 wurde er in Paris promoviert.  Danach arbeitete er für das CNRS und wurde 1954 Professor an der Sorbonne. Ab 1959 leitete er die Abteilung Quanten-Biochemie am Institut de Biologie Physico-Chimique, das er ab 1963 leitete.
Nachdem er sich anfangs allgemein mit Quantenchemie befasste wandte er sich deren Anwendung auf Biomoleküle zu und begründete ein Gebiet, das er Quanten-Biochemie nannte, wobei er darin unter anderem an der Vorhersage karzinogener Eigenschaften von Aromaten arbeitete und an der Wechselwirkung von Medikamentenwirkstoffen mit ihren Targetmolekülen sowie der Konformation von Biomolekülen. Pullman arbeitete eng mit seiner Frau Alberte Pullman (1920–2011) zusammen, mit der er verschiedene Bücher veröffentlichte.
Er war einer der Gründer der International Academy of Quantum Molecular Science und erhielt deren Schrödinger Medal. Pullman war Mitglied der Académie des Sciences und der Päpstlichen Akademie der Wissenschaften. Er war Offizier der Ehrenlegion und Kommandeur des Ordre national du mérite.
Er war Ehrendoktor in Lüttich, Uppsala, Madrid, Turin, Jerusalem und des Weizmann-Instituts und Ehrenmitglied der Russischen Akademie der Wissenschaften sowie verschiedener anderer nationaler Akademien (Indien, DDR, Tschechoslowakei, Polen, Ungarn). Zeitweise war er Präsident der International Union of Pure and Applied Biophysics.

## Schriften
- mit Alberte Pullman: Les Théories Electroniques de la Chimie Organique, Masson, Paris 1952 (Vorwort Louis de Broglie)
- La Structure Moléculaire, PUF, Paris 1953
- mit Alberte Pullman: Cancérisation par les substances Chimiques et Structure Moléculaire, Masson, Paris 1955
- mit Alberte Pullman: Quantum Biochemistry, New York: Interscience 1963 (französische Ausgabe La Biochimie Electronique, PUF, Paris 1963)
- Herausgeber mit M. Weissbluth: Molecular Biophysics, Academic Press 1965
- The Atom in the History of Human Thought, Oxford UP 1998 (französisches Original Paris: Fayard, 1995)